# Demobotys
Demobotys là một chi bướm đêm thuộc họ Crambidae.